# 量日儀

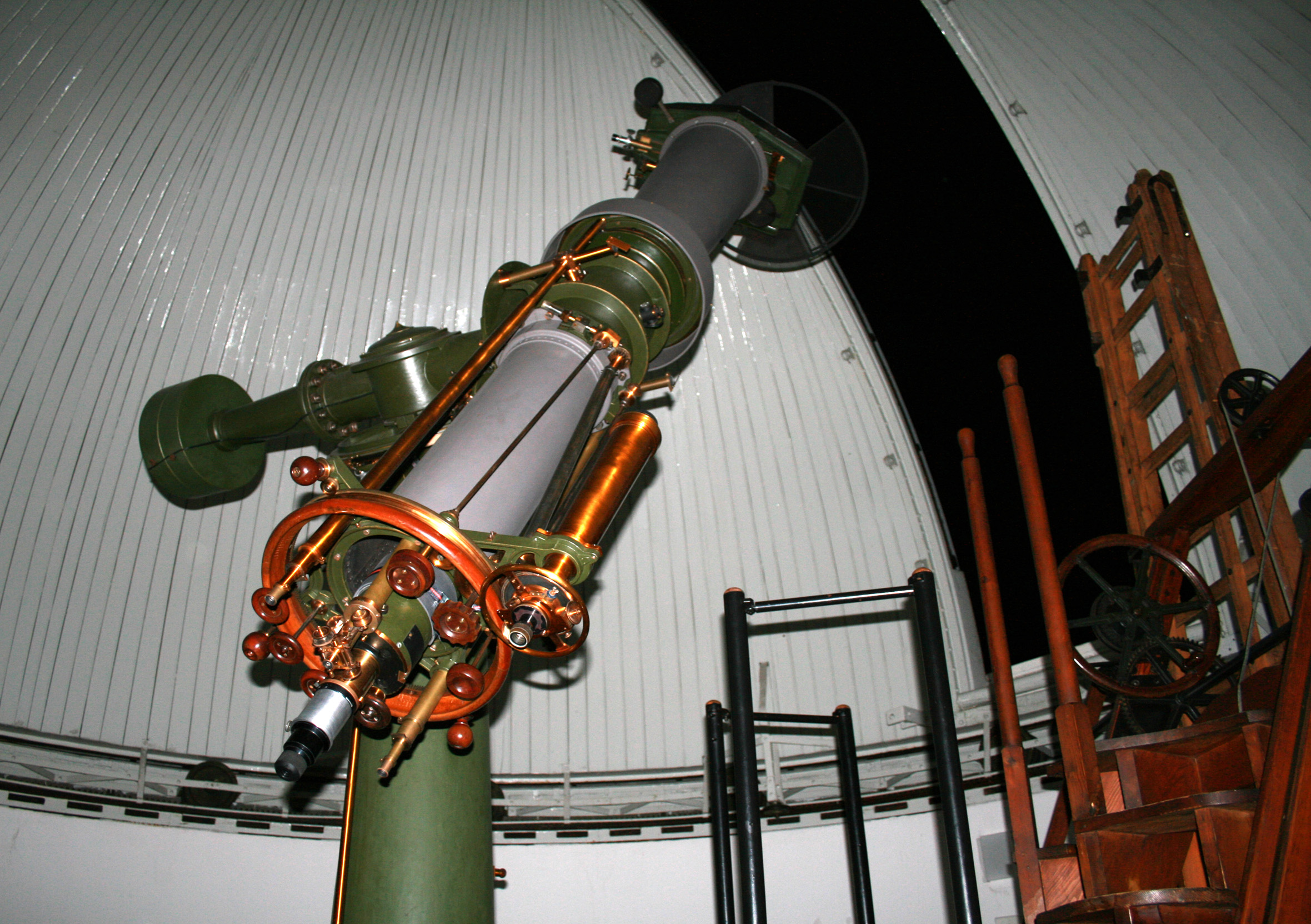
奧地利維也納庫夫納天文台的太陽儀。

太陽儀（英語：Heliometer，來自希臘文「太陽」和「量測」）是一個原始設計作為量測不同季節時太陽直徑差異的儀器。

## 設計
太陽儀的基本概念就是置入一個分割成兩半的元件在望遠鏡光路上以產生雙重影像。如果其中一個元件移動了，就可使用螺旋千分尺進行精確角度量測。最簡單的方式就是將物鏡分割成兩半，一半固定，另一半則附在千分尺的螺旋並延著切割的直徑滑動。例如要量測太陽直徑時，就必須調整千分尺使兩個太陽盤面的影像正好互相接觸。精確量測天球上兩顆相鄰恆星分離的距離時也是用類似的方式。

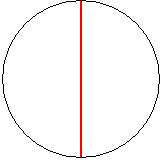
切成兩半的透鏡。

太陽盤面的雙重影像。

## 應用
將物鏡分成兩半以產生雙重影像，在天文量測上首次應用是在1743年由來自埃克塞特的 Servington Savary 進行。皮埃爾·布蓋於1748年以改變兩個相等焦距透鏡的距離的方式，首次不使用游絲測微器輔助使用太陽儀進行雙重影像量測。1754年約翰·多倫德將 Savary 的分割物鏡和布蓋的量測方式結合，發明了第一具實用性的太陽儀。而目前所知，约瑟夫·夫琅和费在稍早於1820年前製造了第一個擁有消色差透鏡的分割透鏡太陽儀，即第一個現代形式的太陽儀。

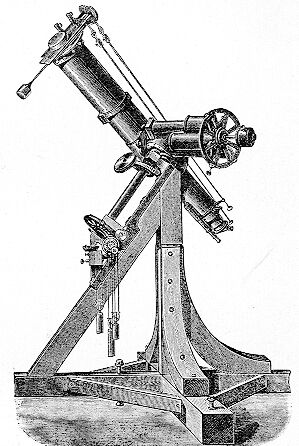
柯尼斯堡天文台內的太陽儀。

首次成功測量恆星視差以測定恆星距離是在1838年，弗里德里希·威廉·贝塞尔使用夫琅和费製造的太陽儀量測天鵝座61。貝塞爾在柯尼斯堡天文台使用的該台口徑15.7公分太陽儀是由夫琅和费的公司製造，不過該太陽儀是在夫琅和费去世後才交貨給貝塞爾。雖然太陽儀操作並不容易，對於貝塞爾而言它的優點是視野比當時其他大折射望遠鏡更廣，並且相較於游絲測微器，它在量測時較不受大氣湍流影響。

## 外部連結
- Photos from the largest heliometer in the world  (Kuffner-Observatory, Vienna) （页面存档备份，存于）